# Penitenza di Arjuna
La Penitenza di Arjuna o Discesa del Gange è un bassorilievo scolpito in un unico blocco di granito di 29 metri di lunghezza per 9 di altezza situato a Mahabalipuram, nello stato federato del Tamil Nadu, in India. Fa parte di un gruppo di monumenti patrimonio dell'UNESCO dal 1984. È opera della dinastia Pallava e risale al VII – VIII secolo. La scena rappresentata è oggetto di due diverse interpretazioni, ovvero la penitenza dell'eroe epico Arjuna e la discesa delle acque sacre del Gange sulla terra.

## Interpretazioni

### La penitenza di Arjuna

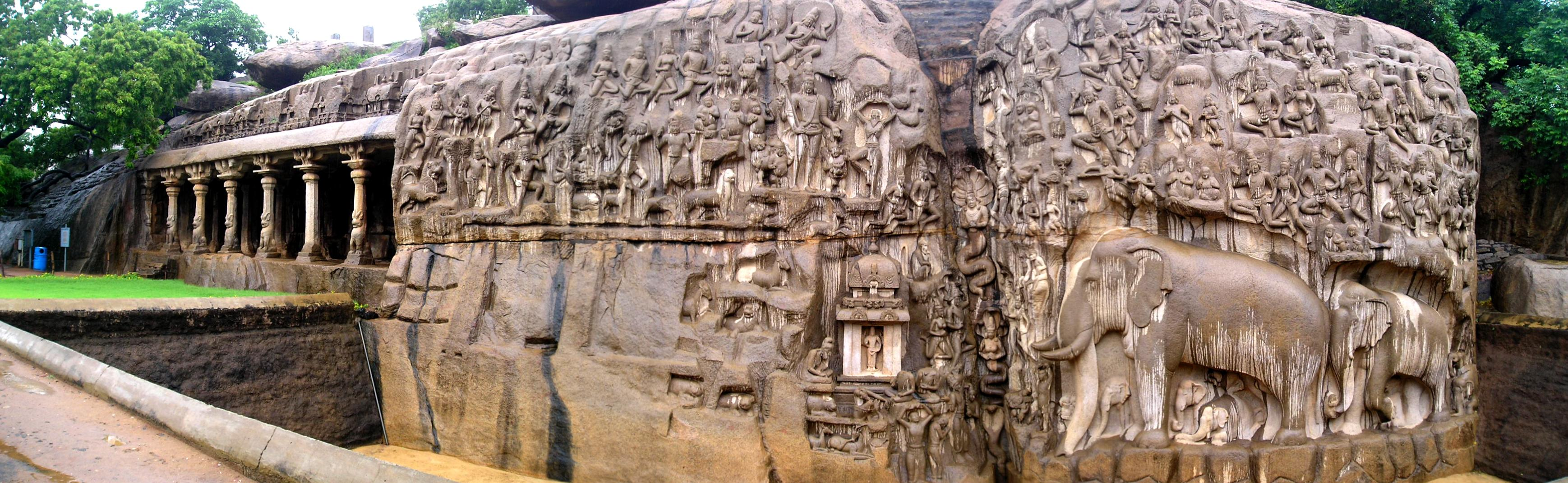
Vista panoramica del bassorilievo

Il lato destro del rilievo con figure di leoni e kinnara, davanti ci sono turisti stranieri e una guardia, 1961

Nel grande poema epico Mahābhārata (in particolare nel Vana Parva) è narrato che Indra, re degli dei, consigliò a suo figlio, l'eroe Arjuna della dinastia dei Pandava, di propiziarsi Śiva affinché quest'ultimo gli concedesse in prestito il proprio temibile arco Gandiva. Arjuna aveva infatti bisogno delle armi più forti dei Deva per sconfiggere i suoi malvagi cugini Kaurava.
Arjuna intraprese così una serie di penitenze, come ad esempio stare in piedi su una gamba sola, durante le quali rivolse la propria devozione a Śiva.
Questi, constatando la purezza dei suoi intenti, volle metterlo alla prova.
Un giorno, il Pandava fu attaccato da un grande demone sotto forma di cinghiale. Afferrò il proprio arco e scagliò una freccia. Śiva, che nel frattempo aveva assunto la forma di un cacciatore, scagliò a sua volta una freccia che colpì il bersaglio nello stesso istante di quella di Arjuna. Il cinghiale cadde al suolo senza vita, ma Arjuna si accorse che qualcun altro aveva interferito con quello scontro. Accortosi della presenza del cacciatore, prese così a litigare con lui su chi avesse colpito la preda per primo. La discussione si animò rapidamente e i due ingaggiarono un feroce duello.

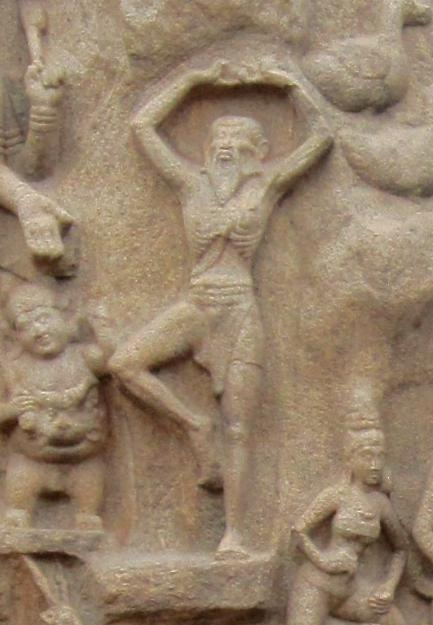
Arjuna in penitenza, dettaglio

Combatterono per lungo tempo ma Arjuna, per quanto si impegnasse, non riusciva a sopraffare l'avversario. Stremato e ferito, meditò su Śiva invocando umilmente il suo aiuto. Quando riaprì gli occhi vide il corpo del cacciatore adornato da fiori e capì che questi non era altri che lo stesso Śiva. Arjuna si prostrò ai suoi piedi, scusandosi per non averlo riconosciuto e per essersi addirittura scagliato in battaglia contro di lui. Śiva gli sorrise rivelandogli il proprio vero intento: assicurarsi che Arjuna fosse qualificato per utilizzare la sua arma più potente. Il Dio così gli promise che, prima dell'inizio della guerra, gli avrebbe consegnato l'arco ed insegnato ad usarlo, quindi scomparve.

### La discesa del Gange

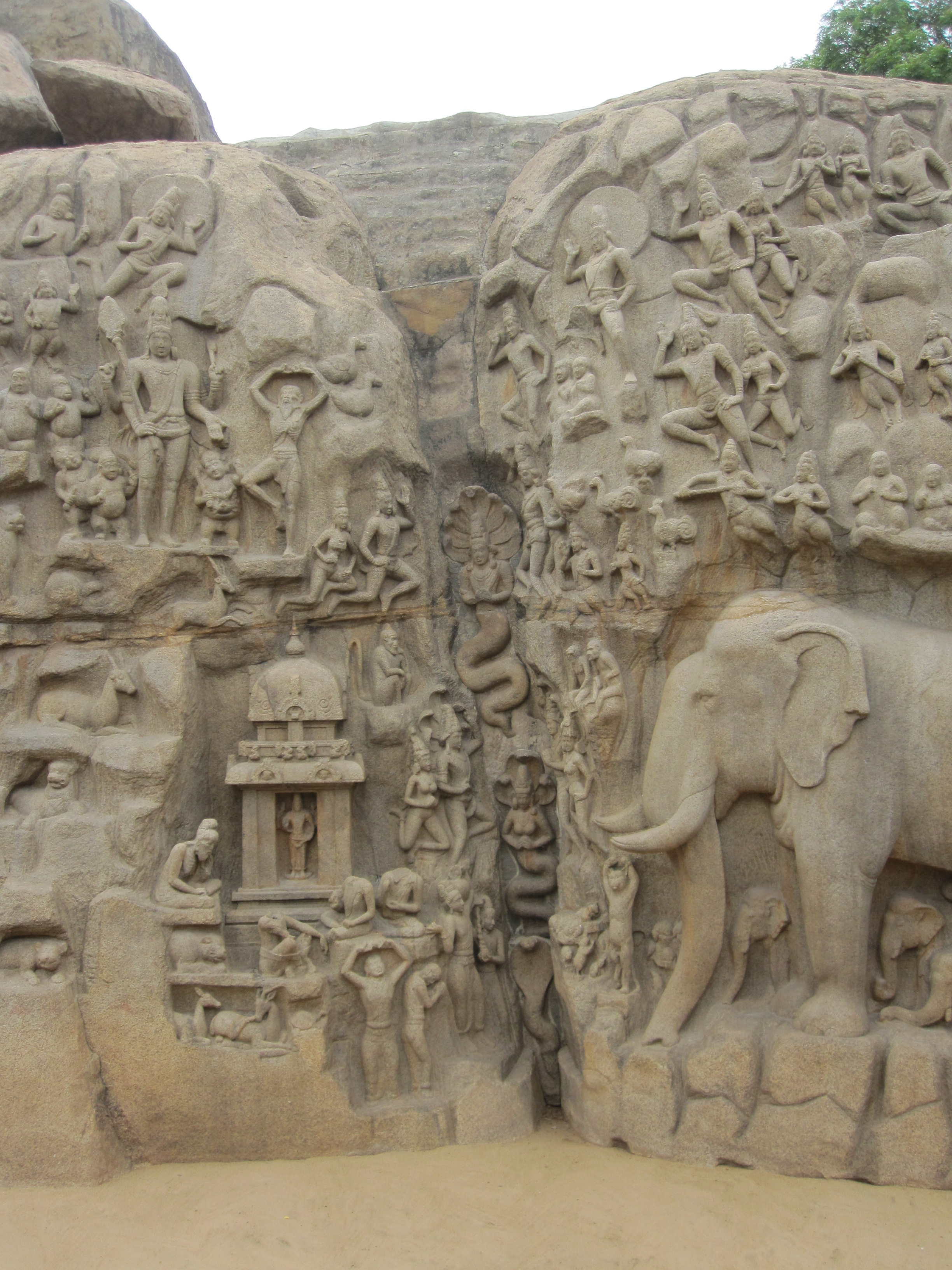
La discesa delle acque del Gange sulla terra

Il re Sagara decise di eseguire Aśvamedha, il rito del cavallo, per provare la propria supremazia.
I suoi servi, però, smarrirono il cavallo sacrificale. Sagara ordinò ai suoi sessantamila figli di ritrovarlo. I principi infuriarono per tutto il Bharat bruciando foreste e distruggendo la terra ed ogni forma di vita per ottemperare alla richiesta. Alla fine giunsero in un luogo tranquillo dove trovarono il saggio Kapila seduto in meditazione e dietro di lui pascolare il cavallo sacrificale. I principi infuriati attaccarono il Kapila pensando che fosse stato lui a rubare il cavallo, ma quando Kapila aprì gli occhi il suo immenso potere ridusse il sessantamila principi in cenere.
Più tardi re Sagara inviò suo nipote Amshuman a recuperare il cavallo. Kapila si mostrò accondiscendente, restituì l'animale e disse ad Anshuman che i sessantamila figli di re Sagara avrebbero potuto salire al cielo solo se il Gange fosse sceso sulla terra ed avesse purificato le loro ceneri con le proprie acque.
Negli anni seguenti nessuno dei re che salirono al trono riuscì nell'intento ed i peccati dei sessantamila principi cominciarono a provocare disastri naturali e cataclismi. Alla fine Bhagiratha ascese al trono e decise che era impossibile governare la situazione fino a che i sessantamila principi non fossero saliti al cielo.
Per mille anni condusse penitenze per ingraziarsi Brahmā. Alla fine dei mille anni, il dio, compiaciuto decise di soddisfare le richieste di Bhagiratha che gli domandò di far discendere il Gange sulla terra cosicché lui potesse salvare i propri antenati. Brahma disse a Bhagiratha di pregare Śiva, perché smorzasse la forza del Gange nella sua discesa sulla terra, altrimenti la forza del fiume avrebbe potuto mandare in frantumi l'intero pianeta. Śiva era l'unico in grado di fare ciò.
Bhagiratha quindi riprese la propria penitenza per propiziarsi il dio Śiva e dopo un anno celeste Śiva apparve e decise da assecondare la richiesta dell'asceta. La testa della divinità ricevette il potente urto della massa d'acqua rallentandone l'impeto e facendola scorrere delicatamente sulle vette dell'Himalaya ed infine sull'India.

## Curiosità
Poco sotto la testa dell'elefante è possibile notare una simpatica scena che testimonia l'incredibile ironia dell'autore del bassorilievo. Un gatto, messo nella stessa posizione ascetica di Arjuna (o Bhagiratha), prende in giro le penitenze del protagonista, circondato da alcuni topi che ballano.